# Wydział Prawa Uniwersytetu Łotwy
Wydział Prawa Uniwersytetu Łotwy (łot. Latvijas Universitātes Juridiskā fakultāte) – wydział prawa w strukturze Uniwersytetu Łotwy z siedzibą w Rydze.
Początek wydziału datuje się na 28 września 1919, kiedy to powstał Wydział Ekonomii i Prawa Uniwersytetu Łotwy. Samodzielny wydział prawa powstał jednak dopiero w 1944.
Jednostka liczy 5 katedr i 2 instytuty. Zatrudnia 52 wykładowców, w tym 11 profesorów i 3 profesorów wspierających.

## Dziekani
- do 2002: Zigurds Mikainis
- 2002–2007: Kaspars Balodis
- od 2007: prof. Kristīne Strada-Rozenberga